# 卡波埃塔
卡波埃塔（Kapoeta）是南蘇丹東南部的小鎮，由东赤道州負責管轄，位於首都朱巴以東約275公里，海拔高度677米，鎮上有機場設施，2008年8月人口約7,000。

## 外部連結
- Location of Kapoeta At Google Maps